# Романюк, Виталий Викторович
Вита́лий Ви́кторович Романю́к (укр. Віталій Вікторович Романюк; 22 апреля 1984, Кестхей, Зала, Венгрия) — украинский футболист, защитник.

## Биография
Выступал за «Галичину-Карпаты», «Карпаты-2», провёл два матча за основной состав «Карпат». Зимой 2006 года перешёл в «Газовик-Скала», с 2006 года — игрок клуба «Львов». В Премьер-лиге Украины за «Львов» дебютировал 20 июля 2008 года в матче «Львов» — «Шахтёр» (2:0). В сезоне 2008/09 провёл 28 матчей в Премьер-лиге, 1 матч в Кубке Украины, 2 матча в первенстве молодёжных составов. 20 марта 2011 года дебютировал в алчевской «Стали»., после которой он перешёл в «Оболонь».